# Vaccinium virgatum
Vaccinium virgatum és una espècie de nabiu amb els fruits de diversos colors inclosos el rosa i és considerat una planta ornamental. És planta nativa del sud-oest dels Estats Units (rabbit-eye blueberry o southern black blueberry)) des de Carolina del Nord fins a Florida i Texas.

## Descripció
Vaccinium virgatum és un arbust caducifoli de fins a 1,8 m d'alt i uns 90 cm d'amplada.

## Usos
- Culinari, es consumeixen els fruits per a fer-ne salses, xarops i productes de forneria muffins, pancakes i pies,.[3][4]
- Planta ornamental amb diversos cultivars

## Cultiu
Vaccinium virgatum creix millor en sòls àcids i té poques plagues i malalties. Com que no és autofèrtil ha d'estar acompanyat d'una altra varietat compatible. Pot suportar fortes gelades